# Парки і сквери Харкова
Харків відомий великою кількістю своїх парків, зараз у місті нараховується понад 30 парків, 150 скверів і 5 садів. Площа всіх парків становить 12 628 га. Станом на 1987 рік на одного мешканця припадало 18 м² багаторічних зелених насаджень. Найстаріший парк — Сад ім. Т. Г. Шевченка — заснований у 1805 році на місці лісу. Деякі парки міста засновані на місці зруйнованих у роки Другої світової війни будівлях, наприклад, Покровський сквер був розбитий на місці старого пасажу. Наймолодші парки Харкова закладені в 70-ті роки XX ст.: парк «Зустріч», Молодіжний парк, парк «Юність» і парк «Перемога».

## Перелік парків
| Назва                                           | Зображення | Короткі відомості | Старі назви                                                       | Рік заснування     | Площа              | Розташування |
| ----------------------------------------------- | ---------- | --- | ----------------------------------------------------------------- | ------------------ | ------------------ | --- |
| Центральний парк                                |            | Парк був закладений в 1893—1895 рр. і відкритий 1907 році. В 2006 р. до Дня міста була відновлена колонада на вході в парк, а у 2012 році проведено реконструкцію. У 2022 році парк постраждав під час російських обсрілів. | Міський парк, парк культури та відпочинку імені Максима Горького. | 1893—1895          | 130 га             | вулиця Сумська, 81, Шевченківський район 50°00′57″ пн. ш. 36°14′48″ сх. д. / 50.01583° пн. ш. 36.24667° сх. д.                                |
| Зоопарк                                         |            | Перший в Україні зоопарк. У ньому представлено багато видів тварин, деякі з яких входять до Червоної книги України. Територія зоосаду є заповідною територією. Нині у зоопарку продовжується реконструкція. |                                                                   | 1895               | 22 га              | вулиця Сумська, 35,Шевченківський район 50°00′10″ пн. ш. 36°13′30″ сх. д. / 50.00278° пн. ш. 36.22500° сх. д.                                 |
| Саржин яр                                       |            | Пам'ятник природи місцевого значення, відомий джерелом мінеральної води. У 2020 році проведено реконструкцію. |                                                                   |                    | 15 га              | проспект Науки, Шевченківський район 50°01′34″ пн. ш. 36°13′42″ сх. д. / 50.02611° пн. ш. 36.22833° сх. д.                                    |
| Лісопарк                                        |            | Найбільший в Україні лісопарк. У 1987 році його площа була 2385 га, за офіційними даними 2009 року — вже 2060 га (внаслідок забудови в лісопарковій зоні). Нині велика частину лісопарку замінована. |                                                                   |                    | Більше 2000 га     | Харківське шосе, Шевченківський район 50°02′27″ пн. ш. 36°15′27″ сх. д. / 50.04083° пн. ш. 36.25750° сх. д.                                   |
| Молодіжний парк                                 |            | Парк розбито у 1970-тих роках на місці знесеного Івано-Усікновенського кладовища. Нині у парку залишилися могили відомих людей, Івано-Усікновенський храм, розташовано пам'ятник жертвам Чорнобильської катастрофи, пам'ятний знак жертвам Голодомору, пам'ятний знак УПА. | Івано-Усікновенське кладовище                                     | 1970-ті роки       | 18 га              | вулиця Алчевських, 50А,Київський район 50°00′29″ пн. ш. 36°15′01″ сх. д. / 50.00806° пн. ш. 36.25028° сх. д.                                  |
| Меморіальний комплекс Слави                     |            | Меморіальний комплекс Слави — місце пам'яті жертв Другої світової війни. Проєкт меморіалу розроблений Е. Черкасовим, С. Свєтлорусовим, М. Овсянкіним, В. Агібаловим, І. Алфьоровим, А. Максименком. |                                                                   | 28 жовтня 1977     | 3,5 га             | Харківське шосе, Шевченківський район 50°02′18″ пн. ш. 36°15′53″ сх. д. / 50.03833° пн. ш. 36.26472° сх. д.                                   |
| Fantasy Park                                    |            | У 1909 році був збудований перший робітничий будинок Росії (нині палац культури «Металіст»). У 1925 році колишній робітничий будинок був переобладнаний у палац культури «Металіст», поряд був розпланований сад. У 2021 першому році сад Металіст було реконструйовано та переіменовано на Fantasy Park. | Сад Металіст (1925—2021)                                          | 1925               | 6 га               | Вулиця Георгія Тарасенка, 77, Слобідський район 49°58′45″ пн. ш. 36°16′04″ сх. д. / 49.97917° пн. ш. 36.26778° сх. д.                         |
| Парк Машинобудівників                           |            | Парк створювався протягом 1934—1937 років за проєктом архітекторів В. І. Дюжиха, Ю. В. Ігнатовського та дендрологів О. І. Колесникова, К. Д. Кобезського | Червонозаводський парк, парк Артема                               | 1934               | 120 га             | вулиця Морозова, 1, Слобідський район 49°58′15″ пн. ш. 36°17′37″ сх. д. / 49.97083° пн. ш. 36.29361° сх. д.                                   |
| Парк Перемоги                                   |            | Парк було закладено у 1985 році на території колишніх колективних садів. У 2020 році проведена часткова реконструкція парку. |                                                                   | 1985               | 45 га              | проспект Тракторобудівників, 55, Салтівський район 49°59′29″ пн. ш. 36°20′07″ сх. д. / 49.99139° пн. ш. 36.33528° сх. д.                      |
| Парк Пам'яті                                    |            | Меморіальний парк було споруджено як Комсомольський у 1960-х роках на місці колишнього єврейського цвинтаря, де було поховано близько 7 тисяч жертв політичних репресій та невідому кількість жертв Голодомору. | Комсомольський парк                                               |                    | 6 га               | вулиця Академіка Павлова, Салтівський район 49°59′46″ пн. ш. 36°17′46″ сх. д. / 49.99611° пн. ш. 36.29611° сх. д.                             |
| Григорівський бір                               |            | Лісовий заказник місцевого значення. Сосновий ліс штучного походження на надзаплавній терасі долини річки Уди. Насадження віком понад 80 років оточені житловими кварталами міста. |                                                                   | 1999               | 76 га              | між проспектом Любові Малої та Григорівським шосе, Новобаварський район 49°58′00″ пн. ш. 36°10′29″ сх. д. / 49.96667° пн. ш. 36.17472° сх. д. |
| Парк ім. Квітки-Основ'яненка                    |            | Парк був закладений Федором Квіткою, батьком письменника Григорія Квітки-Основ'яненка у 1770-ті роки. З літа 2017 року триває повна реконструкція парку. |                                                                   | 1770-ті            | 3 га               | вулиця Москалівська, Новобаварський район 49°58′05″ пн. ш. 36°13′11″ сх. д. / 49.96806° пн. ш. 36.21972° сх. д.                               |
| Парк «Зелений Гай»                              |            | Парк імені 40-річчя ВЛКСМ був заснований у 1958 році. У 2020 році парк реконструйовано. | Парк імені 40-річчя ВЛКСМ                                         | 1958               | 80 га              | Індустріальний район49°56′25″ пн. ш. 36°23′35″ сх. д. / 49.94028° пн. ш. 36.39306° сх. д.                                                     |
| Парк «Юність»                                   |            | Парк розбито у 1978 році за проєктом архітекторів Ю. Г. Шуліка, А. І. Зобенко, С. Д. Мискова і студентів художньо-промислового інституту. У 2021 році проведено реконструкцію парку. |                                                                   | 1978               | 30 га              | вулиця Полтавський Шлях, 192, Холодна гора, Залютине 49°58′31″ пн. ш. 36°09′44″ сх. д. / 49.97528° пн. ш. 36.16222° сх. д.                    |
| Парк 325-річчя Харкова                          |            | Сосновий парк на Салтівці, на правому березі річки Харків. Парк засновано у 1980 році до 325-річчя міста. З 2020 року поруч на півострові розпочалося будівництво ЖК Оазис від Житлобуд-1, а дерева парку постраждали, ймовірно, від хвороб. 16 вересня 2024 року ліс згорів. Коли рятувальники його гасили, 17 вересня, Збройні сили Російської Федерації завдали удару КАБами по парку. Сім людей поранено. Парк планується відновити. |                                                                   | 1980               | більше 20 га       | вулиця Нескорених, Київський район 50°01′47″ пн. ш. 36°19′18″ сх. д. / 50.02972° пн. ш. 36.32167° сх. д.                                      |
| Парк культури та відпочинку ім. В. Маяковського |            | Парк засновано під час розбудови району у 1930-х роках. На території парку розташовані атракціони та дитячі зони. |                                                                   | 1930-ті            | 10 га              | вулиця Миру, 3, Індустріальний 49°57′04″ пн. ш. 36°22′31″ сх. д. / 49.95111° пн. ш. 36.37528° сх. д.                                          |
| Журавлівський гідропарк                         |            | Парк на берегах річки Харків. Розбитий у 1950-х роках на місці колишньої слободи Журавлівки. У 1950 році утворено острів, а у 1976 році розпочато будівництво великого водоймища. |                                                                   | 50-ті роки XX ст.  | 189 га             | вулиця Шевченка, Київський район 50°01′05″ пн. ш. 36°17′52″ сх. д. / 50.01806° пн. ш. 36.29778° сх. д.                                        |
| Основ'янський гідропарк                         |            | Гідропарк на Основ'янському озері. |                                                                   | Початок 1960-х рр. | —                  | Основ'янський район49°55′54″ пн. ш. 36°13′24″ сх. д. / 49.93167° пн. ш. 36.22333° сх. д.                                                      |
| Олексіївський лугоопарк                         |            | Парк на річці Лопань з великим водоймищем. |                                                                   | 1962—1966.         | 120 га             | Шевченківський район50°02′14″ пн. ш. 36°11′19″ сх. д. / 50.03722° пн. ш. 36.18861° сх. д.                                                     |
| Удянський гідропарк                             |            | Парк на річці Уди з великим водоймищем. |                                                                   | 1967               | 90 га              | Новобаварський район49°57′35″ пн. ш. 36°09′07″ сх. д. / 49.95972° пн. ш. 36.15194° сх. д.                                                     |
| Парк залізничників станції Основа               |            | Невеличкий парк зі стелами загиблим у роки Другої світової війни і Героям-залізничникам. |                                                                   |                    |                    | провулок Лиманський,Основ'янський район 49°56′06″ пн. ш. 36°15′03″ сх. д. / 49.93500° пн. ш. 36.25083° сх. д.                                 |
| Соснова Гірка                                   |            | Сосновий парк на схилі біля вул. Клочківської. |                                                                   |                    | 1,5 га             | вулиця Клочківська, Шевченківський район 50°01′02″ пн. ш. 36°12′57″ сх. д. / 50.01722° пн. ш. 36.21583° сх. д.                                |
| Парк «Зустріч»                                  |            | Парк закладено на честь 50-річчя СРСР у 1972 році. Нині він носить назву Зустріч, у ньому розташовані дитячі майданчики і фонтан. | Парк імені 50-річчя СРСР                                          | 1972               | Планована — 350 га | проспект Олександрівський,Немишлянський район 49°56′49″ пн. ш. 36°19′44″ сх. д. / 49.94694° пн. ш. 36.32889° сх. д.                           |
| Дитячий парк                                    |            | Парк з фонтаном, дитячими та спортивними майданчиками. |                                                                   |                    | 2 га               | Основ'янський район49°59′03″ пн. ш. 36°14′54″ сх. д. / 49.98417° пн. ш. 36.24833° сх. д.                                                      |
| Мирський гай                                    |            | Парк з озерами на березі річки Лопань. |                                                                   |                    | 8 га               | Новобаварський район49°57′23″ пн. ш. 36°13′04″ сх. д. / 49.95639° пн. ш. 36.21778° сх. д.                                                     |
| Парк Фаріса Сафарова                            |            | Парк названо на честь Героя Радянського Союзу Фаріса Сафарова. У парку розташовано дитячий та спортивний майданчик. |                                                                   |                    | 5 га               | Проспект Любові Малої,Новобаварський район49°58′16″ пн. ш. 36°11′17″ сх. д. / 49.97111° пн. ш. 36.18806° сх. д.                               |

## Перелік садів
| Назва                     | Зображення | Короткі відомості | Старі назви                                     | Рік заснування | Площа   | Розташування |
| ------------------------- | ---------- | --- | ----------------------------------------------- | -------------- | ------- | --- |
| Ботанічний сад            |            | Найстаріший ботанічний сад України. Кількість видів флори становить понад 7000. Є об'єктом природно-заповідного фонду України загальнодержавного значення. | Університетський                                | 1804           | 41,9 га | вулиця Клочківська, 52, Шевченківський район 50°01′46″ пн. ш. 36°14′02″ сх. д. / 50.02944° пн. ш. 36.23389° сх. д. |
| Сад імені Тараса Шевченка |            | Найстаріший у місті парк. Він був розбитий у 1804—1806 роках Василем Каразіним, засновником Харківського університету. У 1935 році тут був встановлений пам'ятник Тарасу Шевченку. У 2017—2019 роках територія саду була реконструйована. У саду зберіглися дуби XVI—XX століть. | Університетський (1804—1935)                    | 1804—1806 рр.  | 25 га   | вулиця Сумська, 35,Шевченківський район 50°00′03″ пн. ш. 36°13′45″ сх. д. / 50.00083° пн. ш. 36.22917° сх. д.      |
| Карпівський сад           |            | 1867 року сад, який належав купцю Карпову, був проданий місту і з часом став одним з найулюбленіших місць відпочинку жителів міста. Після початку радянської окупації Харкова отримав назву Парк культури і відпочинку медичних працівників.                                     | Парк культури і відпочинку медичних працівників | 1867           | 13 га   | вулиця Семінарська, Новобаварський район 49°58′36″ пн. ш. 36°12′17″ сх. д. / 49.97667° пн. ш. 36.20472° сх. д.     |
| Сад «Тіволі»              |            | Сад був розбитий Георгом фон Мінстером наприкінці XVIII століття. Довгий час сад був популярним місцем у Харкові. Нині у саду розташовано лише дитячний майданчик. | Сквер Харчовик                                  | XVIII століття | 1 га    | вулиця Благовіщенська, Холодногірський район 49°59′23″ пн. ш. 36°12′49″ сх. д. / 49.98972° пн. ш. 36.21361° сх. д. |
| Карякін сад               |            | Невеличкий парк з дитячим майданчиком |                                                 |                | 4 га    | вулиця Шевченка, Київський район 50°00′38″ пн. ш. 36°16′57″ сх. д. / 50.01056° пн. ш. 36.28250° сх. д.             |

## Перелік скверів
| Назва                         | Зображення | Короткі відомості | Старі назви                                           | Рік заснування      | Площа  | Розташування |
| ----------------------------- | ---------- | --- | ----------------------------------------------------- | ------------------- | ------ | --- |
| Стрілка                       |            | Сквер Стрілка — одне з найвідоміших місць відпочинку в Харкові. У сквері знаходяться дві човнові станції, «міст закоханих» і пам'ятник Андрію Первозваному. |                                                       | Початок XX століття | 3 га   | провулок Банний,Основ'янсьний район 49°59′09″ пн. ш. 36°13′33″ сх. д. / 49.98583° пн. ш. 36.22583° сх. д.                   |
| Покровський                   |            | Терасний сквер, розбитий на місці торгового будинку Пащенка-Тряпкіна у 1951—1952 роках. Сквер було названо Покровським у 2009 році. |                                                       | 1951—1952           | 1,5 га | вулиця Університетська, 10, Шевченківський район 49°59′27″ пн. ш. 36°13′43″ сх. д. / 49.99083° пн. ш. 36.22861° сх. д.      |
| Театральний                   |            | Сквер з'явився у 1876 році. У 1904 році у свері встановлено нині демонтований пам'ятник Пушкіну, а у 1909 році встановлено пам'ятник Гоголю. |                                                       | 1876                | 0,6 га | Театральний майдан, Київський район 49°59′41″ пн. ш. 36°14′02″ сх. д. / 49.99472° пн. ш. 36.23389° сх. д.                   |
| Вічний вогонь                 |            | Сквер та зона відпочинку в центрі Харкова, на Університетській гірці на Університетській площі. Створено за проєктом архітекторки Людмили Василівни Гурової (1917—1995). У сквері встановлено пам'ятник та вічний вогонь. |                                                       | 1957                | 0,8 га | Університетська площа, Шевченківський район 49°59′23″ пн. ш. 36°13′46″ сх. д. / 49.98972° пн. ш. 36.22944° сх. д.           |
| Круглий сквер                 |            | Сквер розбитий на місці круглої клумби у 1965 році. Авторами проєкту скверу були В. І. Корж, П. І. Русінов. У 2020 році у свері проведено реконструкцію, відкрито найбільший сухий фонтан в Україні. У 2021 році тут відкрито пам'ятник 140-річчю Харківводоканалу                                                                 |                                                       | 1965                | 3 га   | майдан Свободи, Шевченківський район 50°00′20″ пн. ш. 36°13′45″ сх. д. / 50.00556° пн. ш. 36.22917° сх. д.                  |
| Людмили Гурченко              |            | Сквер з'явився після будівництва Інституту гігієни праці в 1935 році. У 2018 році безіменний сквер переіменовано на честь Людмили Гурченко, а також там встановлено пам'ятник на честь акторки. |                                                       | 1935                | 0,3 га | вулиця Трінклера, Шевченківський район 50°00′24″ пн. ш. 36°14′03″ сх. д. / 50.00667° пн. ш. 36.23417° сх. д.                |
| Владислави Черних             |            | Невеличкий сквер з однією алеєю на вулиці Конторській. У 2023 році безіменний сквер переіменовано на честь української захисниці й медикині Владислави Черних. |                                                       | 2023                | 0,3 га | вулиця Конторська, Новобаварський район 49°59′15″ пн. ш. 36°13′27″ сх. д. / 49.98750° пн. ш. 36.22417° сх. д.               |
| Воїнів-Інтернаціоналістів     |            | Розташований біля ст. метро Наукова, обмежений проспектом Науки, вулицею Культури та Інженерним. У сквері встановлено пам'ятник воїнам, які загинули в Афганістані, й розташований храм Ікони Божої Матері «Стягнення Загиблих».                                                                                                   | Піонерський сквер, сквер ім. 60-річчя Великого Жовтня | 2011                | 2 га   | вул. Культури,Шевченківський район 50°00′43″ пн. ш. 36°13′30″ сх. д. / 50.01194° пн. ш. 36.22500° сх. д.                    |
| Михайла Коцюбинського         |            | Сквер розбитий навколо пам'ятника Михайлу Коцюбинському у 1933 році. Нині у сквері розташований пам'ятник 1957 року встановлення і фонтан. |                                                       | 1933                | 0,1 га | вулиця Григорія Сковороди, Київський район 49°59′44″ пн. ш. 36°14′10″ сх. д. / 49.99556° пн. ш. 36.23611° сх. д.            |
| Скрипника                     |            | Сквер названо на честь Миколи Скрипника. У 1968 встановлено бронзове погруддя Миколи Скрипника на постаменті з полірованого красного граніту Скульптор М. Ф. Овсянкін, архітектор В. Г. Гнезділов. |                                                       |                     | 0,3 га | вулиця Григорія Сковороди, Київський район 49°59′47″ пн. ш. 36°14′19″ сх. д. / 49.99639° пн. ш. 36.23861° сх. д.            |
| Пожежників                    |            | У сквері між вулицями Полтавський Шлях і Благовіщенською встановлено пам'ятник Пожежникам та пам'ятний знак загиблим від наслідків аварії на ЧАЕС. |                                                       |                     | 0,6 га | вулиця Полтавський Шлях, Холодногірський район 49°59′17″ пн. ш. 36°12′38″ сх. д. / 49.98806° пн. ш. 36.21056° сх. д.        |
| Митрополичий                  |            | Сквер на березі річки Лопань. У 2020 році сквер переіменовано, а також встановлено пам'ятник Митрополиту Никодиму. |                                                       |                     | 0,7 га | Благовіщенський майдан, Холодногірський район 49°59′27″ пн. ш. 36°13′31″ сх. д. / 49.99083° пн. ш. 36.22528° сх. д.         |
| Героїв Небесної Сотні         |            | Сквер з фонтаном на майдані Героїв Небесної Сотні | Сквер імені Миколи Руднєва                            |                     | 1,8 га | Майдан Героїв Небесної Сотні, Основ'янський район 49°59′19″ пн. ш. 36°14′49″ сх. д. / 49.98861° пн. ш. 36.24694° сх. д.     |
| Сквер по вул. Клочківській, 1 |            | Маленький сквер біля річки Лопань. У 1985 році у сквері встановлено пам'ятник М. О. Тихонову. У 2023 році пам'ятник демонтовано, наразі сквер не носить старої назви. |                                                       |                     | 0,3 га | вулиця Клочківська, Шевченківський район, 1 49°59′26″ пн. ш. 36°13′37″ сх. д. / 49.99056° пн. ш. 36.22694° сх. д.           |
| Добродецького                 |            | Названий на честь Героя Радянського Союзу Анатолія Васильовича Добродецького. Розташований у сел. Попівка, на розі вулиць Новий Побут та Добродецького. |                                                       | 2011                | 0,6 га | вулиця Добродецького,Холодногірський район 50°00′26″ пн. ш. 36°10′26″ сх. д. / 50.00722° пн. ш. 36.17389° сх. д.            |
| Михайлівський                 |            | Сквер на майдані Героїв Небесної Сотні | Сквер Космонавтів                                     |                     | 1 га   | Майдан Героїв Небесної Сотні, Основ'янський район 49°59′06″ пн. ш. 36°14′43″ сх. д. / 49.98500° пн. ш. 36.24528° сх. д.     |
| Суддівський                   |            | Сквер на майдані Героїв Небесної Сотні за будівлею апеляційного суду | Червоноармійський сквер                               |                     | 1 га   | Майдан Героїв Небесної Сотні, Основ'янський район 49°59′10″ пн. ш. 36°14′45″ сх. д. / 49.98611° пн. ш. 36.24583° сх. д.     |
| Петра Кандаурова              |            | Названий на честь Героя Радянського Союзу Петра Степановича Кандаурова. | Сквер 1-го ділянки ХТЗ                                | 1930-ті             | 1 га   | провулок Миру, 3,Індустріальний район 49°57′05″ пн. ш. 36°21′59″ сх. д. / 49.95139° пн. ш. 36.36639° сх. д.                 |
| Мещанінова                    |            | Названий на честь українського хірурга, лікаря-підпільника, професора Олександра Івановича Мещанінова. З боку станції метро «Холодна гора» у сквері встановлено погруддя професора. |                                                       | 2006                | 0,9 га | Вулиця Полтавський Шлях, 152,Холодногірський район 49°59′03″ пн. ш. 36°10′51″ сх. д. / 49.98417° пн. ш. 36.18083° сх. д.    |
| Олександрівський              |            | Новостворений сквер (бульварна частина Індустріального проспекту). |                                                       | 2009                | 6 га   | Індустріальний проспект, Індустріальний район 49°56′36″ пн. ш. 36°22′45″ сх. д. / 49.94333° пн. ш. 36.37917° сх. д.         |
| Тракторозаводський            |            | Після війни під час відновлювальних робіт на цій території було розбито сквер, а в 1967 році побудовано Палац культури і техніки Харківського тракторного заводу. У 2011 році безіменний сквер переіменовано на честь Радянської України. У сквер планувалося перенести Монумент на честь проголошення Радянської влади в Україні. | сквер Радянської України                              |                     | 5 га   | проспект Архітектора Альошина, 6,Індустріальний район 49°56′47″ пн. ш. 36°22′12″ сх. д. / 49.94639° пн. ш. 36.37000° сх. д. |
| Тепловиків                    |            | Сквер Дружби України та Росії був відкритий у 2003 році. Лише у 2023 році парк було переіменовано. Його нова назва — сквер Тепловиків. | Сквер Дружба                                          |                     | 0,5 га | Проспект Героїв Харкова,Слобідський район 49°58′45″ пн. ш. 36°17′00″ сх. д. / 49.97917° пн. ш. 36.28333° сх. д.             |
| Андрія Холодова               |            | Сквер названо на честь Андрія Холодкова. У сквері встановлено меморіальний знак на честь нього. |                                                       |                     | 1 га   | Шевченківський провулок, Київський район 50°00′44″ пн. ш. 36°19′02″ сх. д. / 50.01222° пн. ш. 36.31722° сх. д.              |
| Велозаводський                |            | Парк названо на честь велозаводу. У парку розташовано дитячий і спортивний майданчик. |                                                       |                     | 2 га   | вулиця Польова, Слобідський район 49°58′54″ пн. ш. 36°16′28″ сх. д. / 49.98167° пн. ш. 36.27444° сх. д.                     |